# Megakadásjelenségek
A megakadásjelenségek a spontán beszéd alapvető összetevői. Olyan elemek, amik a folyamatos beszédet úgy szakítják meg, hogy közben a közlés tartalmához, mondanivalójához nem járulnak hozzá. A megakadásjelenségek a beszédképzés részfolyamatainak pillanatnyi hibái. Univerzális jelenségek, de megjelenési formáik az egyes nyelvekben, sőt egyénenként is különbözőek lehetnek.

## A megakadásjelenségek szerepe a beszédben
A megakadásjelenségeknek a beszédképzés és a beszédértés folyamatában egyaránt nagy a jelentőségük. 
A beszédértést a megakadások pozitívan és negatívan is befolyásolhatják. A hallgató részéről mindenekelőtt a téves kivitelezések nehezíthetik meg a spontán beszéd tartalmának befogadását, de a gyakori bizonytalanságok is negatívan érinthetik a megértést. Másrészt azonban a néma szünetek, a hezitálások, a töltelékszavak és az ismétlések segíthetik is a megértést azáltal, hogy időt biztosítanak a hallottak feldolgozására. 
A beszédképzés folyamatát segíthetik a bizonytalanságból adódó megakadásjelenségek, mivel meghosszabbítják a beszédtervezésre rendelkezésre álló időt.

## A megakadásjelenségek kutatása
A megakadásjelenségek kutatásával mindenekelőtt a beszédtudományok, elsősorban a pszicholingvisztika és a fonetika, foglalkoznak.
A megakadásjelenségek gyűjtése a létrejött spontán beszéd vizsgálatával többféle módon történhet: hallás alapján végzett gyűjtéssel, hangfelvétel elemzésével vagy irányított kísérleti helyzetben. A kutatási módszerek szempontjából elkülöníthetünk online, vagyis valós idejű megfigyeléssel és lejegyzéssel végzett, valamint offline, azaz rögzített hangfelvételek elemzésével történő vizsgálatokat. Az összegyűjtött megakadásjelenségek korpusszá alakíthatók, és számtalan szempontból vizsgálhatók. Ilyen elemzési szempont lehet például a megakadástípusok megoszlása, a hibák javításának módja és aránya, a megakadások akusztikai szerkezete és fonetikai jellemzői…stb.

### A megakadásjelenségek kutatásának története
Már a 8. században megjelent az első nyelvbotlásokkal kapcsolatos nyelvészeti munka, amely az arab nyelvész Al-Ki-sa’i nevéhez fűződik. Ezután a megakadásjelenségek nyelvészeti tanulmányozása hosszú ideig háttérbe szorult, és csak 1895-ben történt fordulat. Ekkor jelent meg Meringer–Mayer mintegy 8000 adatot tartalmazó nyelvbotlásgyűjteménye, ami a további kutatásokat is hosszú ideig megalapozta.
Az ötvenes-hatvanas évektől, illetve magyar vonatkozásban a 90-es évektől, jelentősen megnőtt a megakadásjelenségekkel foglalkozó vizsgálatok és őket összefogó korpuszok száma is. Napjainkban a megakadásjelenségek kutatása a pszicholingvisztika és a fonetika egyik központi területévé vált.

### A megakadásjelenségek gyűjtése
A gyűjtés kétféleképpen történhet: természetes körülmények között, illetve laboratóriumban, kísérleti helyzetben. Az első esetben a gyűjtők a spontán élőbeszédből, esetleg rádióadásból, rögzített telefonhívásokból jegyzik le az adott hibát.
A második gyűjtési módszerhez olyan kísérleti paradigmák tartoznak, melyek a beszédhibák megjelenési valószínűségét – és így tanulmányozhatóságát növelik. Ilyen módszerek a nyelvtörők, illetve a SLIPS paradigma. Utóbbi paradigmában hosszú ideig ugyanolyan betűvel kezdődő szópárokat kell felolvasniuk a résztvevőknek (pl. barna daru, bélelt dézsa), majd megjelenik egy olyan szópár, amelyben megfordították a kezdőbetűk sorrendjét pl. dán baba. Ebben az esetben a résztvevők hajlamosak a korábbi szabály szerint olvasni a szavakat, tehát tévesen pl. bán dadának.
A beszédhibák gyűjtésének hátránya, hogy egyrészt jelentős mértékben függ a lejegyző percepciójától; másrészt sok esetben nehéz eldönteni, hogy az adott hiba pontosan melyik kategóriába sorolható.

### A megakadásjelenségek kutatásának célja
A megakadások vizsgálata mindenekelőtt azért fontos, mert ezeket, a beszédképzés szempontjából hibás jelenségeket ugyanazok a folyamatok hozzák létre, mint a normális működést, s így a megakadások megismerésével a beszédképzés rejtetten működő folyamataihoz is közelebb jutunk. E folyamatok megismerése pedig nemcsak nyelvészeti, hanem orvosi, diagnosztikai célból is kiemelkedő jelentőségű.
A megakadások kutatása emellett a nyelvészet más területein is hasznos lehet. Hozzájárulhat például a performancia és a kompetencia viszonyának vizsgálatához, a nyelvi változások megismeréséhez, de természetesen számos más kutatási lehetőséget is kínál.

## Típusai
A „megakadásjelenség” gyűjtőfogalom. Az ide tartozó jelenségeket több szempontból is osztályozhatjuk. Egyrészt megkülönböztethetünk bizonytalanságból adódó megakadásokat és téves kivitelezéseket, amelyek a beszédben hibaként jelennek meg. Másrészt a megakadásjelenségeket elkülöníthetjük aszerint is, hogy létrejöttük a beszédprodukció mely részfolyamatához kötődik. A magyar vizsgálatokban az előbbi felosztást az elsődleges, de gyakorlatilag mindkét szempontrendszert alkalmazzák az egyes megakadásjelenségek leírására. 

### Bizonytalanságból adódó megakadásjelenségek
Ezeket a jelenségeket a beszélő beszédtervezésében és -kivitelezésben fellépő bizonytalanság eredményezi. Ide tartoznak a néma szünetek, a hezitálások (vagyis kitöltött szünetek), a nyújtások, az újrakezdések, a töltelékszavak és az ismétlések.
- Néma szünetek

A szavak közti néma szünetek szerepe a beszédben igen változó lehet. Egyrészt szolgálhatnak levegővételre vagy értelmi tagolásra, másrészt lehetnek a tervezési nehézségekből adódó megakadásjelenségek is. A szavak közötti, különböző funkciójú szünetek elkülönítése szinte lehetetlen. 
A beszédszünetek a szavak belsejében is megjelenhetnek, ekkor besorolásuk, megakadássá minősítésük jóval egyértelműbb.
- Hezitálások

A hezitálások kitöltött beszédszünetek. A magyarban leginkább az [ø] magánhangzó különböző változatai töltik be ezt a szerepet (Akkor öö…azt kéne csinálni, hogy…), de előfordulnak más hangkapcsolatok is: mm, hm, öhm…stb.
- Nyújtások

A nyújtások esetében a beszélő a beszédhang időtartamát növeli meg. Jellemzően a kötőszavakon és névelőkön jelennek meg. Például: Igaz, dee lehet, hogy...
- Újrakezdések

Az újrakezdés egy részben már kiejtett szó újraindítását jelenti. Ebben az esetben az elkezdett és az újraindítás után kimondott szó azonos. Például: rend rendben.
- Töltelékszavak

A töltelékszavak jellemzően nem tartalmas, de legalábbis a megnyilatkozás tartalmába nem illeszkedő szavak, melyek további időt biztosítanak a tervezésre. Például: izé, hát szóval…stb.
- Ismétlések

Az ismétlések különösen a kötőszavak esetében jellemzőek. A beszélőnek időt biztosítanak a mondanivaló újbóli átgondolására. Például: Akkor menjünk oda, vagy vagy inkább…

### Téves kivitelezések
A téves kivitelezések a „tervezés és a kivitelezés egyidejű működése” miatt lépnek fel. Ezek a megakadások hibaként jelennek meg a beszéd felszíni szerkezetében, mivel ellentmondanak a nyelvi szabályoknak és a közlés elvárt formájának. Téves kivitelezések az elszólások (freudi elszólások), grammatikai (morfológiai, szintaktikai) hibák, kontamináció, téves szótalálás, téves szókezdés, malapropizmus, „nyelvem hegyén van” jelenség, szóváltoztatás, perszeveráció, anticipáció, metatézis, egyszerű nyelvbotlás.
- Elszólások

Olyan kifejezések megjelenése a beszédben, amiket a beszélők valójában nem szándékoztak kimondani, és ezért sokszor kellemetlen helyzetet teremtenek. Nem minden elszólást lehet freudi elszólásnak tekinteni. Utóbbi esetben az elfojtott gondolatok kerülnek felszínre a megakadásjelenség által. Sokszor azonban az elszólások csak a gondolati szinten megjelenő zavarok felszíni megvalósulásai. A két típust elkülönítése a gyakorlatban igen problematikus. Például: Amikor megéheztünk öö megérkeztünk...
- Grammatikai hibák

A beszélő az elvárt grammatikai formának ellentmondó alakot valósít meg. A grammatikai hibák mind morfológiai, mind szintaktikai szinten létrejöhetnek. Leggyakrabban az egyeztetést és a vonzatokat érintik. Két altípusuk lehet: „újraindítás nélküli morfológiai változtatás” (De téli gumik (szünet) juk sincsen) és „ismétlés toldalékjavítással” (Kicsit sokan vagyok... vagyunk.).
- Kontamináció

A kontamináció során a fogalmi szinten két lexéma vagy szerkezet verseng egymással, ám a beszélő ahelyett, hogy választana közülük, a két elem vegyülésével létrejött alakot jeleníti meg közlésében. Például: A matematikával gaj van. - 'baj van, illetve gond van'.
- Téves szótalálás

A beszélő a szándékolt helyett egy másik szót hív elő, amely gyakran valamilyen módon, például jelentése vagy hangzása miatt, kapcsolatban áll a tervezett alakkal. Például: Ebben az étteremben értelemben...
- Téves szókezdés

A beszélő a tervezett helyett egy másik alakot kezd el kimondani, azonban még a teljes szó kiejtése előtt észreveszi és javítja a hibát. Például: Most megsérü- megsértődtél rám?
- Malapropizmus

A malapropizmus az idegen szavak hibás jelentésben való használata. A tervezett és a kiejtett alakok között hangzásbeli hasonlóság figyelhető meg. Csak akkor beszélhetünk malapropizmusról, ha a tévedés nem a szavak jelentésének hibás elsajátításából fakad, hanem az aktiválás alkalmi problémájából. Például: ...ez tényleg csak az én szuvenír véleményem...
- „Nyelvem hegyén” jelenség

A szóelőhívás problémája. Abban nyilvánul meg, hogy a beszélő nem tudja aktiválni és kimondani a szándékolt szóalakot, miközben a szó egyes részeit, mindenekelőtt a hangsor elejét és végét képes felidézni. A jelenség leggyakrabban a főneveket érinti. Például: Kimentem oda... tudod... a csirkék meg a zöldségek... - (a kertbe).
- Szóváltoztatás

A kontextusnak megfelelő, már kiejtett szó szándékos javítása egy másik alakkal. Oka lehet például a mondanivaló árnyalására való törekvés a beszélő részéről. A szóváltoztatást nem minden kutató sorolja a megakadásjelenségek közé, sőt ilyen értelmezése egyre kevésbé jellemző. Például: Egészen majdnem fölemelkedik teljesen.
- A sorrendiség hibái

A perszeveráció esetében a megnyilatkozás egy eleme a közlés későbbi részében újra megjelenik annak ellenére, hogy valójában nem illik a kontextusba. Például: El fogsz elesni, Aliz. - El fogsz esni, Aliz.
Az anticipáció az előretervezés miatt valósulhat meg. Egy, a közlésben később kimondandó elem a szándékoltnál előbb jelenik meg a beszédben. Például: Két ruhát fizettem, és csak kétezret fizettem. - Két ruhát vettem, és csak kétezret fizettem.
A metatézis a közlés egységeinek felcserélődésével jön létre. Ezek lehetnek egy hangsor hangjai, de akár egy mondat szavai is. Például: Elmentél vegyet jenni. - Elmentél jegyet venni.
- Egyszerű nyelvbotlás

Egyszerű nyelvbotlásként értelmezünk minden olyan artikulációs hibát, ami más csoportba nem sorolható be. A nyelvbotlások tehát „az artikuláció pillanatnyi hibái, amelyek nem vezethetők vissza a kontextus alapján a sorrendiség hibájára”. Például: Egyesül vagyok. - Egyedül vagyok.

## Pszicholingvisztikai magyarázatok
Levelt modellje alapján a beszédprodukció három részre osztható: a fogalmi szintre, az átalakító mechanizmusra, és az artikulátorra. A fogalmi szinten történik az beszéd üzenetének megfogalmazása, erre hatással vannak a korábbi ismeretek, a beszélő szándéka, és a diskurzus egyéb sajátosságai. A következő szinten történik az üzenet nyelvi formába történő átalakítása: a grammatikai kódolás (pl. nyelvi egységek válogatása, sorrend felállítása), és a fonológiai kódolás (pl. a (hangtanilag) megfelelő toldalék illesztése). Végül az artikulátor felelős azért, hogy az előző szint végén keletkező belső beszéd hallható beszéddé váljon (pl. beszédszervek mozgatása). A fogalmi és az átalakító működéssel szoros kapcsolatban van a mentális lexikon. A legtöbb esetben a beszédhibák jól illeszthetők a beszédprodukciós fázisokhoz.
Garrett modellje alapvetően a beszédhibákra épült. Négy szintet különít el: az üzenet szintjét, a funkcionális szintet (nyelvtani szerkezet összeállítása, szavak kiválasztása), a pozicionálási szintet (morfémák, fonémák helyrerakása a közlésben), és az artikulációs szintet (kimondás). Ezek alapján a freudi elszólás itt is az üzenet szintjéhez köthető; a téves szótalálás a funkcionális szinthez; a sorrendiségi hibák mint a perszeveráció és anticipáció a pozicionálási szinthez tartozhat. Nem egyértelmű azonban, hogy például az egyszerű nyelvbotlások hova sorolhatóak: a pozicionálási szinthez, vagy inkább az artikulációhoz.
Dell interaktív-aktivációs modellje szintén a beszédhibákból indult ki. A modellben a szemantikai szinten, a szavak és a fonémák szintjén különböző nagyságú aktiváció jut a szinteken belüli elemekre, valamint a szintek között serkentő kapcsolatok jönnek létre. A beszéd létrehozásakor a legnagyobb aktivációval rendelkező egységek választódnak ki, és kerülnek bele a korábban aktiválódott keretbe. Az olyan hibákat, mint a perszeveráció és az anticipáció az aktiváció visszamaradása vagy későbbi elemre kerülése jól magyarázza.
| Beszédprodukciós szint              | Hibatípus                      | Példa                                                                                                 | Definíció |
| ----------------------------------- | ------------------------------ | --- | --- |
| I. Fogalmi tervezés                 | Freudi elszólás                | „Ezt vegye meg, mert ez a legócskább!” Helyes: legolcsóbb                                             | Olyan közlések, amelyeket a beszélő valójában nem szándékozott kimondani, s amelyek ezért általában kellemetlen helyzetet teremtenek. |
| II. Átalakító: Grammatikai tervezés | Morfológiai-szintaktikai hiba  | „Én se fogok törni magam.” Helyes: fogom                                                              | A mai köznyelvi, kodifikált grammatikának ellentmondó jelenség.                                                                       |
| II. Átalakító: Grammatikai tervezés | Kontamináció                   | „A braziloknak durkolt!” Helyes: drukkolt + szurkolt „Egy cipőben evezünk” Helyes: csónakban/ vagyunk | Nyelvi jelek vegyülése, amely létrejöhet a beszédhangok, a szótagok, a szavak vagy akár a szerkezetek szintjén.                       |
| II. Átalakító: Fonológiai tervezés  | Fonológiai hibák               | „Edényban” Helyes: edényben                                                                           | |
| III. Artikulátor                    | Perszeveráció                  | „Szövegszörkesztés” Helyes: szövegszerkesztés                                                         | A közlés egy korábbi eleme tartósan megmarad, és hat az időben később következő elem artikulációs tervezésére.                        |
| III. Artikulátor                    | Anticipáció                    | „Vakatol a vonat.” Helyes: zakatol a vonat                                                            | A közlés egy későbbi eleme korábban jelenik meg a kiejtésben.                                                                         |
| III. Artikulátor                    | Metatézis (spoonerizmus)       | „kaprikát és polbászt” Helyes: paprikát és kolbászt                                                   | Egy adott hangsor beszédhangjainak, szótagjainak, avagy egy közlés szavainak felcserélődése.                                          |
| III. Artikulátor                    | Egyszerű nyelvbotlás: Betoldás | „Ne hintogázz a székkel!” Helyes: Ne hintázz a székkel!                                               | Valamilyen nyelvi jel (beszédhang‹ok›, szó) betoldódását mutató adatok összessége.                                                    |
| III. Artikulátor                    | Egyszerű nyelvbotlás: Csere    | „A szőkincs, tehát a szókincs...”                                                                     | Valamilyen nyelvi jel cseréjét tartalmazó adatok összessége.                                                                          |
| III. Artikulátor                    | Egyszerű nyelvbotlás: Kiesés   | „Évfordulán” Helyes: évfordulóján                                                                     | Valamilyen nyelvi jel (beszédhang‹ok›, szó) hiányát tartalmazó adatok összessége.                                                     |
| IV. Mentális lexikon                | Téves szótalálás, szókezdés    | „Peti a talpára állt.” Helyes: sarkára                                                                | Hibás aktiválás a mentális lexikonból.                                                                                                |
| IV. Mentális lexikon                | Malapropizmus                  | „Az élettársam mindig produkál engem.” Helyes: provokál                                               | Hibás jelentésben használt – főleg idegen eredetű – szavak.                                                                           |
| IV. Mentális lexikon                | „Nyelvem hegyén van” jelenség  | | Átmeneti szótalálási nehézség. |
| IV. Mentális lexikon                | Változtatás                    | „Ne csukd le a szemöldököd, a szempillád, a szemhéjadat!”                                             | A kiejtett szó szándékolt „javítása” egy másik szó előhívásával.                                                                      |
| IV. Mentális lexikon                | Újraindítás                    | „Az egy egykori vezető...”                                                                            | Az aktivált és félig kiejtett szót – rendszerint kis szünet után – ugyanazon szó kiejtése követi.                                     |